# Wilmington (Ohio)
Wilmington is een plaats (city) in de Amerikaanse staat Ohio, en valt bestuurlijk gezien onder Clinton County.

## Demografie
Bij de volkstelling in 2000 werd het aantal inwoners vastgesteld op 11.921.
In 2006 is het aantal inwoners door het United States Census Bureau geschat op 12.694, een stijging van 773 (6,5%).

## Geografie
Volgens het United States Census Bureau beslaat de plaats een oppervlakte van
19,3 km², geheel bestaande uit land. Wilmington ligt op ongeveer 310 m boven zeeniveau.

## Plaatsen in de nabije omgeving
De onderstaande figuur toont nabijgelegen plaatsen in een straal van 20 km rond Wilmington.

## Geboren
- Norris Turney (1921-2001), jazz-fluitist en -saxofonist
- Stephanie Hodge (1956), actrice en schrijfster